# Suctobelbila excavata
Suctobelbila excavata är en kvalsterart som beskrevs av Sandór Mahunka 1974. Suctobelbila excavata ingår i släktet Suctobelbila och familjen Suctobelbidae. Inga underarter finns listade i Catalogue of Life.